# Emiliano Liuzzi
Emiliano Liuzzi (Livorno, 2 novembre 1969 – Roma, 6 aprile 2016) è stato un giornalista e opinionista italiano.

## Biografia
Dopo il master di Giornalismo alla Columbia University di New York, nel 1995 diventò giornalista professionista. Negli anni successivi fu cronista di nera e giudiziaria per il Corriere delle Alpi di Belluno e per l'Alto Adige di Bolzano. Nel 1997 approdò al quotidiano Il Tirreno, chiamato dalla direttrice Sandra Bonsanti. Nel 2006 fondò il Corriere di Livorno, che diresse per due anni. Scrisse anche per L'Espresso, Panorama e Diario. Nel 2009 iniziò a collaborare con Il Fatto Quotidiano, dove due anni dopo diventò responsabile della pagina locale dell'Emilia-Romagna.
Nel 2012 rivolse la sua attenzione al sistema del gioco d'azzardo in Italia pubblicando sul tema, assieme alla scrittrice e giornalista Antonella Beccaria, il libro Giochi non proibiti. Nel 2013 si spostò a Roma e contribuì alla nascita del Fatto del Lunedì. Si occupò del fenomeno politico del Movimento 5 Stelle, pubblicando diversi articoli e libri sul tema. Dal 2014 collaborò anche come opinionista a Domenica Live, condotta da Barbara D'Urso, e ad altre trasmissioni Mediaset.
Emiliano Liuzzi morì a Roma la notte del 6 aprile 2016 stroncato da un infarto a 46 anni, lasciando due figli. L'anno precedente era deceduto suo padre, il giornalista Livio Liuzzi. 

## Vita privata
È stato legato sentimentalmente all'attrice ed ex modella Lucrezia Lante Della Rovere.

## Riconoscimenti
Nel 2002 vinse la prima edizione del premio Indro Montanelli bandito dall'Ordine dei giornalisti della Toscana.

## Libri
- Emiliano Liuzzi, Marco Marozzi, I Bolognesi, Aliberti Editore, ISBN 88-7424-947-0
- Emiliano Liuzzi, Antonella Beccaria, Giochi non proibiti, Imprimatur, 2012, ISBN 88-97949-46-0
- Martina Castigliani, Emiliano Liuzzi, Ferruccio Sansa, Giulia Zaccariello, La carica dei 163: Chi sono e da dove vengono i parlamentari eletti con il Movimento 5 Stelle, Il Fatto Quotidiano Editore, 2013, ISBN 978-88-98366-07-1